# Martin Leach
Martin Leach (1957 – 1 de novembro de 2016) foi um empresário e engenheiro britânico e presidente da NEXTEV, uma startup de tecnologia especializada em projetar e desenvolver veículos elétricos de alto desempenho e, dirigiu sua equipe de Fórmula E a partir da temporada de 2015–16.
Leach teve uma carreira automotiva de mais de 40 anos. Ele liderou organizações de carros e caminhões e OEMs na Europa, Estados Unidos e China. Ele era um engenheiro qualificado e certificado e estava envolvido em mais de 250 programas de produtos.
Durante sua carreira, Leach esteve envolvido em operações e gestão financeira, criação e desenvolvimento de produtos, start-ups, fusões e aquisições, bem como em todas as partes da cadeia de valor da indústria automotiva. Seu foco de carreira além da liderança de produtos e negócios foi a gestão da qualidade de processos.
Membro do Instituto de Engenheiros Mecânicos, educado na Universidade Duke e no INSEAD, recebeu o título de doutor em ciências pela Universidade de Hertfordshire em 2000. Começando como piloto de kart quando tinha 11 anos e se tornando profissional aos 14, Leach teve uma carreira de sucesso como piloto profissional de karts e carros, conquistando vários títulos de campeão na Europa e participando de corridas de teste de Fórmula 1.